# August Adam Heinrich von Bismark
August Adam Heinrich von Bismark (* 16. Januar 1739 in Schönhausen; † 23. Februar 1813 in Rathenow) war ein preußischer Generalleutnant und Chef des Leibkarabinerregiments, seit 1800 Herr auf Schönhausen II und halb Schönhausen I.

## Leben

### Herkunft
Er war der Sohn von Alexander Wilhelm von Bismarck (1704–1793) und dessen Ehefrau Sophie, geborene von Treskow (1721–1798). Seine Mutter war die Tochter des Feldmarschallleutnants des Fränkischen Reichskreises Adam Friedrich von Tresckow (1667–1732) und dessen Ehefrau Charlotte Wilhelmine von Watzdorf. Sein Vater war preußischer Rittmeister a. D. und Domherr in Havelberg.

### Militärlaufbahn
Bismark wurde am 11. September 1753 Standartenjunker im Leibkürassierregiment. Während des Siebenjährigen Krieges nahm er an den Schlachten von Lobositz, Prag, Kolin, Breslau, Leuthen und Zorndorf teil und stieg am 12. Januar 1757 zum Kornett, sowie am 16. April 1759 zum Leutnant auf.
Nach dem Krieg wurde er am 1. April 1768 Stabsrittmeister und am 5. Juni 1770 Rittmeister und Kompaniechef sowie am 22. Juli 1778 Major. Als solcher nahm Bismark am Bayerischen Erbfolgekrieg teil. Dann stieg er am 8. Juni 1787 zum Oberstleutnant und am 10. Mai 1789 zum Oberst auf. Am 10. Mai 1790 wurde er Kommandeur des Leibkarabinerregiments. Während der Revue in Körbelitz erhielt Bismark am 30. Mai 1791 den Orden Pour le Mérite.
Im Ersten Koalitionskrieg nahm er an der Kanonade von Valmy, der Belagerung von Mainz sowie den Gefechten von Saarbrücken und Meckenheim teil. Am 9. Januar 1794 wurde er zum Generalmajor befördert und am 29. Dezember 1794 wurde er Chef des Leibkarabinerregiments. Am 23. Mai 1796 wurde er mit seinem Regiment zur Observationsarmee nach Westfalen versetzt. Am 20. Mai 1800 erhielt er die Beförderung zum Generalleutnant. Am 11. September 1803 feierte er sein fünfzigjähriges Dienstjubiläum und erhielt dafür den Roten Adlerorden. Ab dem 20. September 1805 ist er nicht mehr auf Feldetat und am 15. September erhält er die Genehmigung zu seinen Verwandten aufs Land zu ziehen. Nach dem verlorenen Krieg von 1806/07 erhielt er am 30. August 1807 seine Demission und eine Pension von 1200 Talern, aber nur die Hälfte wird gezahlt, seine Söhne sollten dafür wieder eingestellt werden.

### Familie
Bismark heiratete am 1. August 1765 in Hohenwarsleben Charlotte von Angern (1741–1804), Tochter des preußischen Landrats Gebhard von Angern (1726–1791). Nach ihrem Tod heiratete Bismark am 3. September 1807 in Rathenow Amalie Hotzen (* 1779). Sie war eine Tochter der Königlich großbritannischen und Kurfürstlich hannoverschen Majors Georg Dietrich Hotzen und der Friederike Georgine Wilhelmine Hagemann. Aus der ersten Ehe gingen vierzehn Kinder hervor:
- Charlotte (1766–1813)
- Reinhard (1769–1770)
- Bernhard (*/† 1770)
- August (1771–1846), preußischer Major ⚭ Bernhardine Rump (1780–1849)
- Karl (1772–1832), preußischer Hauptmann im 1. Garde-Regiment zu Fuß ⚭ 1807 Karoline Wilhelmine Moser (* 1776)
- Karoline (1773–1804)
- Ferdinand (1774–1814), preußischer Hauptmann im 1. Garde-Regiment zu Fuß ⚭ 1810 Jeanette Blume (* 1778)
- Ernst (1775–1778)
- Philippine (1776–1845) ⚭ Friedrich Wilhelm Bock (1774–1823), Kriegsrat
- Henriette Wilhelmine (*/† 1778)
- Christine Luise (1779–1782)
- Florentine (1783–1820) ⚭ 25. August 1805 Rudolph August von Byren (1775–1812), preußischer Major, Sohn von Karl Wilhelm von Byern
- Heinrich (1784–1846), Patenkind von König Friedrich II., Sekondeleutnant im Regiment Nr. 11 ⚭ 1805 Karoline von Bredow (1786–1850) aus dem Hause Landin[1]
- Sigismund (1787–1849), Leutnant a. D., 1813 Mitglied im Lützowschen Freikorps ⚭ 1812 Charlotte Auguste Petsch (1792–1871)

## Bemerkung
1. ↑   Ihre Tochter Hedwig von Bismarck (* 1815) veröffentlichte 1913 ihre Autobiografie Erinnerungen aus dem Leben einer 95-Jährigen. Digitalisat

| Personendaten    | Personendaten                                                 |
| ---------------- | ------------------------------------------------------------- |
| NAME             | Bismark, August Adam Heinrich von                             |
| ALTERNATIVNAMEN  | Bismark, August Adam Heinrich von (vollständiger Name)        |
| KURZBESCHREIBUNG | preußischer Generalleutnant, Chef des Leibkarabiner-Regiments |
| GEBURTSDATUM     | 16. Januar 1739                                               |
| GEBURTSORT       | Schönhausen                                                   |
| STERBEDATUM      | 23. Februar 1813                                              |
| STERBEORT        | Rathenow                                                      |